# Inácio Montanha

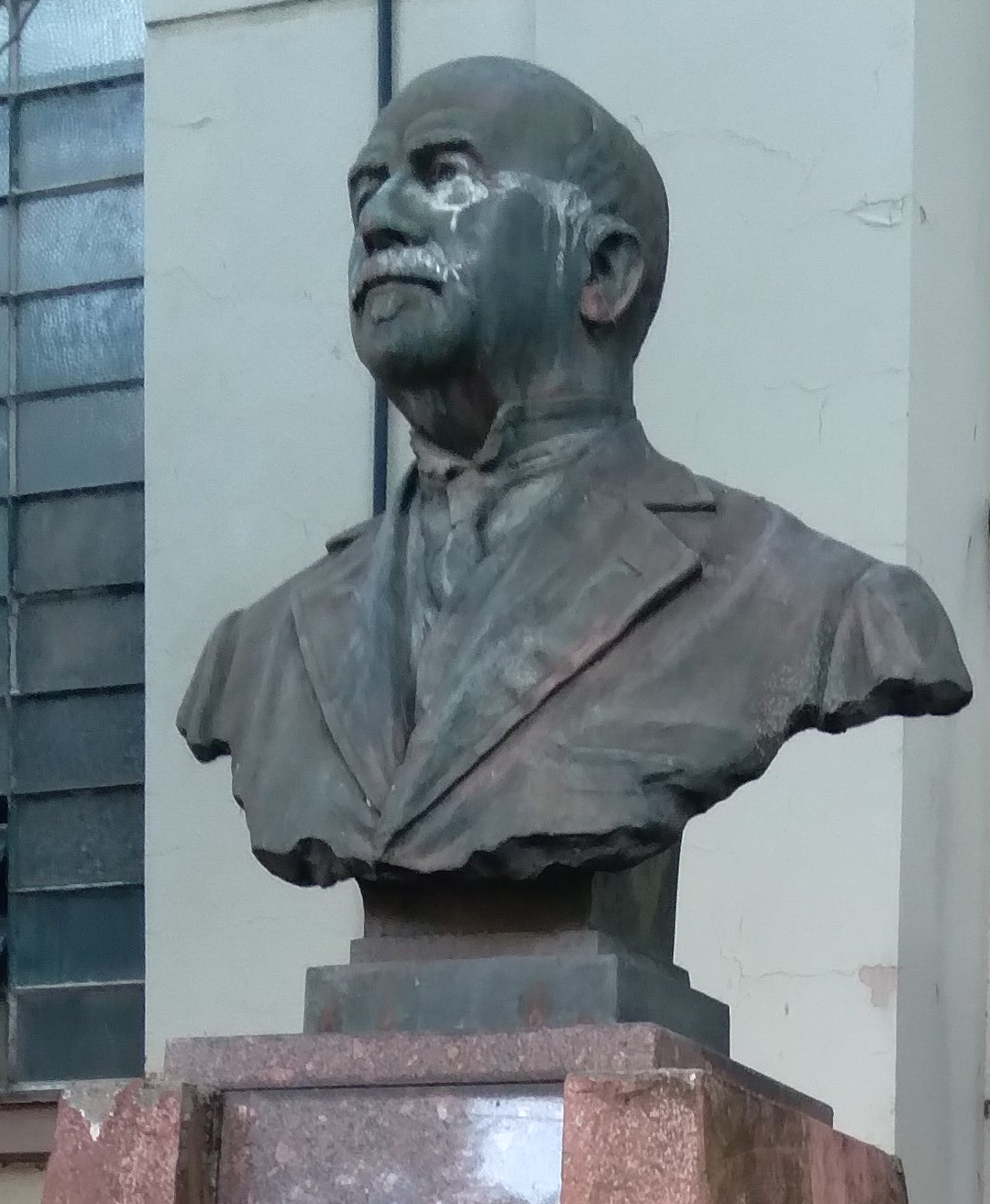
Busto de Inácio Montanha no colégio que leva seu nome em Porto Alegre

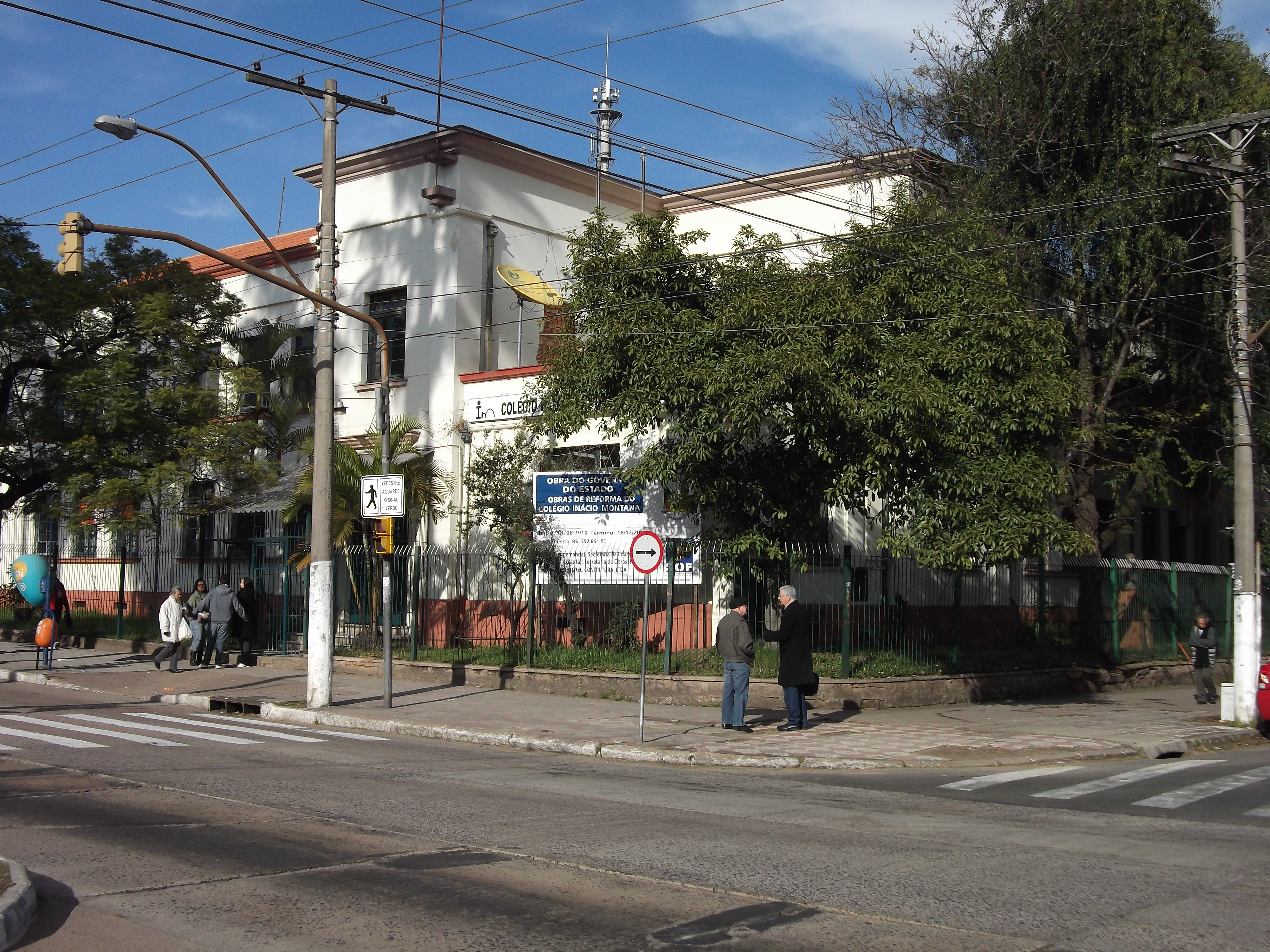
O prédio novo do Colégio Estadual Inácio Montanha

Inácio Montanha (Jaguarão, 25 de julho de 1858 — Porto Alegre, 1933) foi um educador brasileiro.
Estudou no Seminário Episcopal de Porto Alegre, formando-se professor em 1879, ganhando renome como um dos principais mestres da cidade. Dava aulas de Português, Matemática, História e Geografia. Em vista de sua reputação foi convidado a ensinar no Seminário e em 1890 fundou e passou a dirigir a Escola Brasileira, que da mesma forma veio a ser uma das mais prestigiadas, considerada uma escola-modelo e frequentada pela elite. Por suas classes passaram figuras que depois se tornaram eminentes, como Nicolau de Araújo Vergueiro, Walter Jobim, Getúlio Vargas e Ildo Meneghetti. Um terço das vagas eram reservadas a alunos pobres que não podiam arcar com os estudos. Depois de deixar a direção, dedicou-se à caridade, servindo ainda como conselheiro de ex-alunos.
De acordo com Raul Bittencourt, a atuação de Montanha lhe valeu um prestígio que ultrapassou largamente as fronteiras estaduais, em um momento de renovação geral das práticas educativas, e marcou a paisagem cultural do estado na passagem do século XIX para o século XX.
A Escola Brasileira foi encampada pelo governo estadual e continua em atividade, Colégio Estadual Inácio Montanha|rebatizada com seu nome em 1938 e desde 1943 em instalações mais amplas.